# Keti Shitrit
Katrin Shitrit-Peretz (Casablanca, 22 de janeiro de 1960) é uma política israelense. Ela atualmente atua como membro do Knesset pelo Likud.

## Biografia
Katrin Peretz nasceu em Casablanca, Marrocos, em uma família judia Sefardita. Sua família imigrou para Israel em 1962 quando ela era um bebê de dezoito meses, inicialmente morando em uma ma'abara em Lod. Ela se juntou ao movimento juvenil Betar e estudou para um bacharelado em ciências políticas e um mestrado em administração pública na Universidade Bar-Ilan, também obtendo um certificado de formação de professores no Beit Berl Academic College. Ela trabalhou em escolas em Beit Shemesh e Dimona e estabeleceu uma escola de dança moderna em Kfar Saba. Ela também chefiou o gabinete do prefeito de Beit Shemesh, Daniel Vaknin, entre 1993 e 2008, antes de servir como Diretora Financeira da cidade de 2008 a 2010, durante o qual também lecionou na Universidade Bar-Ilan e no College of Management Academic Studies.
Um ativista do Likud de longa data, Shitrit chefiou os escritórios do Likud MKs Gideon Sa'ar e Yisrael Katz, antes de se tornar um estrategista do prefeito de Jerusalém, Nir Barkat. Ela foi colocada em trigésimo primeiro lugar na lista do Likud para as eleições para o Knesset de 2009, mas não conseguiu ganhar uma cadeira porque o Likud ganhou 27 cadeiras. Ela foi o trigésimo oitavo lugar na lista conjunta do Likud Yisrael Beiteinu para as eleições de 2013, mas a aliança ganhou apenas 31 assentos. No ano seguinte, ela foi forçada a desistir de seu lugar na lista (o que teria permitido que ela entrasse no Knesset como uma substituta para um MK renunciante), pois ela estava trabalhando para Katz no Ministério dos Transportes. Entre 2016 e 2019, ela trabalhou como conselheira do prefeito de Jerusalém, Nir Barkat. Antes das eleições de abril de 2019, ela recebeu o trigésimo lugar na lista do Likud, e foi eleita para o Knesset quando o partido conquistou 35 cadeiras. Posteriormente, ela foi reeleita nas eleições antecipadas de setembro do mesmo ano.